# Condylonucula maya
Espèce
Condylonucula maya est une espèce de mollusques bivalves de la famille des Nuculidae. Cette espèce se caractérise pour sa petite taille puisqu'elle ne mesure que 500 µm, et est considérée comme le plus petit bivalve existant. On la rencontre dans les eaux peu profonde de la mer des Caraïbes, au large du Mexique.

## Publication originale
- Moore, 1977 : Small species of Nuculidae (Bivalvia) from the tropical western Atlantic. The Nautilus, vol. 91, n. 4, p. 119-128 (introduction).